# Мадагаскар (франшиза)
«Мадагаскар» (англ. Madagascar) — серия фильмов, выпущенных студией «DreamWorks Animation SKG».

## Состав франшизы
В серию входят анимационные фильмы:
- 2005 — Мадагаскар/Madagascar
- 2005 — Пингвины из «Мадагаскара» в операции «С Новым годом!»/The Madagascar Penguins in a Christmas Caper
- 2008 — Мадагаскар 2/Madagascar: Escape 2 Africa
- 2008—2015 — Пингвины из Мадагаскара/The Penguins of Madagascar
- 2009 — Рождественский Мадагаскар/Merry Madagascar
- 2012 — Мадагаскар 3/Madagascar 3: Europe’s Most Wanted
- 2013 — Страстный Мадагаскар/Madly Madagascar
- 2014 — Пингвины Мадагаскара (полнометражный фильм)
- 2014—2017 — Да здравствует король Джулиан/All Hail King Julien
- 2020 — наст. время — Мадагаскар: Маленькие и дикие/Madagascar: A Little Wild

## Персонажи

#### Главные персонажи
- Алекс  (англ. Alex the Lion) — лев. Главный персонаж всей франшизы. Лучший друг Марти. Страдает от клаустрофобии; кроме него, также этой болезнью болеет Мелман. Отправляется за Марти со всей компанией: с жирафом, бегемотихой и пингвинами в первой части. На Мадагаскаре он превращается в хищника из-за продолжительной голодовки. Появляется камео в Пингвины из Мадагаскара: Операция «С новым годом». В Рождественском Мадагаскаре хочет отправить подарки на почту. Но потом вместе с Марти, Мелманом, Глорией и пингвинами решает раздать подарки сам. В Мадагаскаре 2 оказывается, что он родился в Африке и его имя при рождении — Алакей. Там он встречает своих родителей. Но из-за Макунги он изгнан из прайда. В итоге уничтожает плотину, чем возвращает своему отцу место вожака. В фильме Мадагаскар 3 празднует свой день рождения и побуждает Марти, Мелмана и Глорию отправится за пингвинами: Шкипером, Ковальски, Рико и Прапором. Вместе с ними отправляются лемуры: Король Джулиан, Морис и Морт. Там он становится владельцем цирка, а после и одним из артистов. В конце концов возвращается домой, но принимает решение остаться с цирком. В Безумном Мадагаскаре хочет отпраздновать День Святого Валентина в Африке, но этот праздник получается не таким, как в Нью-Йорке.

- Марти  (англ. Marty the Zebra) — зебра. Один из главных персонажей всей франшизы. Лучший друг Алекса. Из-за него завязывается вся франшиза. И Алекс, Мелман и Глория также попадают на Мадагаскар. Появляется камео в Пингвины из Мадагаскара: Операция «С новым годом». В Рождественском Мадагаскаре хочет отправить подарки на почту. Но потом вместе с Алексом, Мелманом, Глорией и пингвинами решает раздать подарки сам. В Мадагаскаре 2 переживает из-за того, что он ничем не отличается от всех остальных зебр. В итоге вместе с Алексом уничтожает плотину. В фильме Мадагаскар 3 отправляется с Алексом, Мелманом и Глорией за пингвинами: Шкипером, Ковальски, Рико и Прапором. Вместе с ними отправляются лемуры: Король Джулиан, Морис и Морт. Там он становится владельцем цирка, а после и одним из артистов. В конце концов, возвращается домой, но принимает решение остаться с цирком. В Безумном Мадагаскаре хочет привлечь внимание Окапи, и поэтому использует зелье Ковальски, чтобы привлечь внимание Окапи, но за ним гоняются все самки сафари, и он устаёт от этого внимания.

- Мелман  (англ. Melman the Giraffe) — жираф. Один из главных персонажей всей франшизы. Встречается с Глорией. Вместе с Алексом и Глорией гонится за Марти. Появляется камео в Пингвины из Мадагаскара: Операция «С новым годом». В Рождественском Мадагаскаре хочет отправить подарки на почту. Но потом вместе с Алексом, Марти, Глорией и пингвинами решает раздать подарки сам. В Мадагаскаре 2 становится шаманом, но переживает из-за того, что он может умереть. В фильме Мадагаскар 3 отправляется с Алексом, Марти и Глорией за пингвинами: Шкипером, Ковальски, Рико и Прапором. Вместе с ними отправляются лемуры: Король Джулиан, Морис и Морт. Там он становится владельцем цирка, а после и одним из артистов. Признался ей что он не умеет танцевать, где все старания обучения пустая трата. Но Глория помогла ему. В конце концов, возвращается домой, но принимает решение остаться с цирком. В Безумном Мадагаскаре хочет приготовить Глории сюрприз, но она думает, что он её избегает, а сюрприз не получается из-за обезьян.

- Глория  (англ. Gloria the Hippo) — бегемотиха. Одна из главных персонажей всей франшизы. Встречается с Мелманом. Вместе с Алексом и Мелманом гонится за Марти. Появляется камео в Пингвины из Мадагаскара: Операция «С новым годом». В Рождественском Мадагаскаре хочет отправить подарки на почту. Но потом вместе с Алексом, Марти, Мелманом и пингвинами решает раздать подарки сама. В Мадагаскаре 2 хочет встречаться с бегемотами (на неё положил глаз один из них), но потом влюбляется в Мелмана. В фильме Мадагаскар 3 отправляется с Алексом, Марти и Мелманом за пингвинами: Шкипером, Ковальски, Рико и Прапором. Вместе с ними отправляются лемуры: Король Джулиан, Морис и Морт. Там она становится владельцем цирка, а после и одним из артистов. В конце концов, возвращается домой, но принимает решение остаться с цирком. В Безумном Мадагаскаре думает, что Мелман её избегает.

#### Второстепенные персонажи
- Король Джулиан  (англ. King Julian) — лемур. Является королём лемуров. Один из главных второстепенных персонажей. Встречает Алекса, Марти, Мелмана и Глорию на Мадагаскаре. После того, как фоссы испугались Алекса, решает это использовать. Но потом получилось, хоть и долго. В Рождественском Мадагаскаре пытается научить своим законам Санта-Клауса, но потом ему становится неинтересно получать подарки одному. В Мадагаскаре 2 предлагает сбросить Мелмана в жерло вулкана (он думал что древние знания помогут побороть жажду, но случайно в это поверил когда акула упала в жерло вулкана). В фильме Мадагаскар 3 отправляется с Морисом и Мортом за пингвинами: Шкипером, Ковальски, Рико и Прапором. Вместе с ними отправляются Алекс, Марти, Мелман и Глория. Там он встречается с медведицей Соней. А позже участвует в освобождении героев и присоединяется к остальным артистам их цирка, начав новую жизнь. В Безумном Мадагаскаре называет себя Королём Любви и просит пингвинов сделать ему новое любовное зелье.

- Шкипер  (англ. Skipper) — лидер пингвинов. Один из главных второстепенных персонажей. Вместе с Ковальски, Рико и Прапором сбегает на волю, и из-за них Марти сбегает. Роняет клетки с Алексом, Марти, Мелманом и Глорией. Появляется в Пингвины из Мадагаскара: Операция «С новым годом». В Рождественском Мадагаскаре вместе с Алексом, Марти, Глорией и пингвинами решает раздать подарки. В Мадагаскаре 2 после падения самолёта решает его починить при помощи обезьян. В фильме Мадагаскар 3 вместе с Ковальски зарабатывает много денег, благодаря чему пингвинам, Алексу, Марти, Мелману и Глории удаётся купить цирк. В Безумном Мадагаскаре понимает, что теряет свою куклу, и просит Ковальски сделать ему любовное зелье, но в итоге сам отвоёвывает куклу.

- Ковальски  (англ. Kowalski) — самый умный из пингвинов. Один из главных второстепенных персонажей. Вместе со Шкипером, Рико и Прапором сбегает на волю, и из-за них Марти сбегает. Роняет клетки с Алексом, Марти, Мелманом и Глорией. Появляется в Пингвины из Мадагаскара: Операция «С новым годом». В Рождественском Мадагаскаре вместе с Алексом, Марти, Глорией и пингвинами решает раздать подарки. В Мадагаскаре 2 после падения самолёта решает его починить при помощи обезьян. В фильме Мадагаскар 3 вместе со Шкипером зарабатывает много денег, благодаря чему пингвинам, Алексу, Марти, Мелману и Глории удаётся купить цирк. В Безумном Мадагаскаре изготавливает любовное зелье для Шкипера, но его использует Марти.

- Рико  (англ. Rico) — один из пингвинов. Один из главных второстепенных персонажей. Вместе со Шкипером, Ковальски и Прапором сбегает на волю, и из-за них Марти сбегает. Роняет клетки с Алексом, Марти, Мелманом и Глорией. Практически никогда не разговаривает. Появляется в Пингвины из Мадагаскара: Операция «С новым годом». В Рождественском Мадагаскаре вместе с Алексом, Марти, Глорией и пингвинами решает раздать подарки. В Мадагаскаре 2 после падения самолёта решает его починить при помощи обезьян. В фильме Мадагаскар 3 управляет машиной и даёт динамит и ролики для трюка. В Безумном Мадагаскаре помогает Шкиперу вернуть куклу.

- Прапор  (англ. Private) — один из пингвинов. Второстепенный персонаж. Вместе со Шкипером, Ковальски и Рико сбегает на волю, и из-за них Марти сбегает. Роняет клетки с Алексом, Марти, Мелманом и Глорией. Часто проваливает короткое дело. Появляется в Пингвины из Мадагаскара: Операция «С новым годом», где попадает в передрягу из-за бабули. Но потом пингвины спасают от напасти собаки бабули который зовут «Мистер Жуй». В Рождественском Мадагаскаре вместе с Алексом, Марти, Глорией и пингвинами решает раздать подарки. Привлек внимание северной оленихи. В Мадагаскаре 2 после падения самолёта решает его починить при помощи обезьян. В фильме Мадагаскар 3 выполняет миссии Шкипера. В Безумном Мадагаскаре помогает Шкиперу вернуть куклу.

- Морис  (англ. Maurice) — один из лемуров. Второстепенный персонаж. Появляется на Мадагаскаре вместе с Королём Джулианом и Мортом. Не доверяет плану Джулиана. В Рождественском Мадагаскаре является правой рукой Короля Джулиана. В Мадагаскаре 2 помогает Королю Джулиану заработать любовь зверей в сафари. В фильме Мадагаскар 3 присоединяется к Алексу, Марти, Мелману и Глории вместе с Королём Джулианом и Мортом. В Безумном Мадагаскаре помогает Королю Джулиану устроить шоу.

- Морт  (англ. Mort) — один из лемуров. Второстепенный персонаж. Появляется на Мадагаскаре вместе с Королём Джулианом и Морисом. В Рождественском Мадагаскаре единственный приходит на прощание Алекса, Марти, Мелмана и Глории. В Мадагаскаре 2 выпадает из самолёта, но потом находит Короля Джулиана и Мориса. Попадал под напасть акулы. В фильме Мадагаскар 3 Присоединяется к Алексу, Марти, Мелману и Глории вместе с Королём Джулианом и Морисом. В Безумном Мадагаскаре есть намёк на то, что Морт любит Короля Джулиана.

- Мейсон  (англ. Mason) — один из обезьян. Второстепенный персонаж. Умеет говорить, но не умеет читать. Попадает на Мадагаскар вместе с Филом после того, как туда приплывают пингвины. Появляется камео в Пингвины из Мадагаскара: Операция «С новым годом». В Мадагаскаре 2 приводит много обезьян для починки корабля. В фильме Мадагаскар 3 помогает пингвинам заработать деньги вместе с Филом, притворяясь королём версальским. В Безумном Мадагаскаре появляется камео.

- Фил  (англ. Phil) — один из обезьян. Второстепенный персонаж. Попадает на Мадагаскар вместе с Мейсоном после того, как туда приплывают пингвины. Появляется камео в Пингвины из Мадагаскара: Операция «С новым годом». В Мадагаскаре 2 приводит много обезьян для починки корабля. В фильме Мадагаскар 3 помогает пингвинам заработать деньги вместе с Мейсоном, притворяясь королём версальским. В Безумном Мадагаскаре также появляется камео. Также Фил немой, так как не умеет разговаривать, но общается при помощи жестов и умеет читать.

## Мадагаскар
Марти исполняется 10 лет, но он не видел ничего, кроме зоопарка, поэтому, благодаря пингвинам, он решает сбежать. Алекс, Мелман и Глория отправляются за ним. После того, как их ловят, отправляют в Африку, но пингвины берут управление корабля в свои руки, и Алекс, Марти, Мелман и Глория попадают на Мадагаскар, где они встречают лемуров. Король Джулиан хочет воспользоваться этим и прогнать фосс, но Морис сомневается в его решении. Позже Алекс звереет. Когда возвращаются пингвины, Алекс снова становится нормальным. Во второй части они решают вернуться домой на самолёте, но у самолёта заканчивается топливо, и они попадают в Африку, где Алекс находит своих родителей. Марти переживает кризис из-за того, что не отличается от других зебр. Мелман любит Глорию, но не знает, как ей об этом сказать. Глория решает встречаться с бегемотами. Мелман, думая, что смертельно болен, признаётся ей. Пингвины улетают. В третьей части Алекс, Марти, Мелман и Глория решают найти пингвинов и отправляются в Монте-Карло. Вместе с ними отправляются и лемуры. Тем временем Шкипер и Ковальски, используя маскировку, зарабатывают много денег. Там их преследует капитан Шантель Дюбуа из ветеринарного контроля. Им удаётся сбежать, и они выкупают цирк. После чего возвращаются в зоопарк, но решают остаться с цирком.

## Появления
| Персонаж         | Фильмы              | Фильмы                                                    | Фильмы              | Спин-офф              | Короткометражка                                   | Специальный выпуск        | Специальный выпуск   | Мультсериалы            | Мультсериалы                  |
| Персонаж         | Мадагаскар          | Мадагаскар 2                                              | Мадагаскар 3        | Пингвины Мадагаскара  | Пингвины из Мадагаскара: Операция «С новым годом» | Рождественский Мадагаскар | Страстный Мадагаскар | Пингвины из Мадагаскара | Да здравствует король Джулиан |
| ---------------- | ------------------- | --------------------------------------------------------- | ------------------- | --------------------- | ------------------------------------------------- | ------------------------- | -------------------- | ----------------------- | ----------------------------- |
| Алекс            | Бен Стиллер         | Бен Стиллер Куинн Димпси Стиллер и Деклан Свифт (ребёнок) | Бен Стиллер         | Камео Без озвучивания | Камео                                             | Бен Стиллер               | Бен Стиллер          | Уоли Вингерт            |                               |
| Марти            | Крис Рок            | Крис Рок Томас Стэнли (ребёнок)                           | Крис Рок            | Камео Без озвучивания | Камео                                             | Chris Rock                | Chris Rock           |                         |                               |
| Мелман           | Дэвид Швиммер       | Давид Швиммер Закари Гордон (ребёнок)                     | Давид Швиммер       | Камео Без озвучивания | Камео                                             | Давид Швиммер             | Давид Швиммер        |                         |                               |
| Глория           | Джада Пинкет-Смитт  | Джада Пинкет-Смитт Уиллоу Смитт (ребёнок)                 | Джада Пинкет-Смитт  | Камео Без озвучивания | Камео                                             | Джада Пинкет-Смитт        | Джада Пинкет-Смитт   |                         |                               |
| Король Джулиан   | Саша Барон Коэн     | Саша Барон Коэн                                           | Саша Барон Коэн     | Дэнни Якобс           |                                                   | Дэнни Якобс               | Дэнни Якобс          | Дэнни Якобс             | Дэнни Якобс                   |
| Шкиппер          | Том Макграт         | Том Макграт                                               | Том Макграт         | Том Макграт           | Том Макграт                                       | Том Макграт               | Том Макграт          | Том Макграт             |                               |
| Ковальски        | Крис Миллер         | Крис Миллер                                               | Крис Миллер         | Крис Миллер           | Крис Миллер                                       | Крис Миллер               | Крис Миллер          | Джефф Беннет            |                               |
| Рико             | Джон Ди Маджио      | Джон Ди Маджио                                            | Джон Ди Маджио      | Конрад Вернон         | Джон Ди Маджио                                    | Без озвучивания           | Без озвучивания      | Джон Ди Маджио          |                               |
| Прапор (Рядовой) | Кристофер Найтс     | Кристофер Найтс                                           | Кристофер Найтс     | Кристофер Найтс       | Кристофер Найтс                                   | Кристофер Найтс           | Кристофер Найтс      | Джеймс Патрик-Стюарт    |                               |
| Морис            | Седрик Развлекатель | Седрик Развлекатель                                       | Седрик Развлекатель |                       |                                                   | Седрик Развлекатель       | Седрик Развлекатель  | Кевин Майкал Ричардсон  | Кевин Майкал Ричардсон        |
| Морт             | Энди Рихтер         | Энди Рихтер                                               | Энди Рихтер         | Энди Рихтер           |                                                   | Энди Рихтер               | Энди Рихтер          | Энди Рихтер             | Энди Рихтер                   |
| Мэйсон           | Конрад Вернон       | Конрад Вернон                                             | Конрад Вернон       |                       | Камео                                             |                           | Конрад Вернон        | Конрад Вернон           |                               |
| Фил              | Без озвучивания     | Без озвучивания                                           | Без озвучивания     |                       | Камео Без озвучивания                             |                           | Без озвучивания      | Без озвучивания         |                               |

## Появления в видеоиграх
| Персонаж       | Madagascar (игра) | Madagascar: Operation Penguin | Madagascar mobile | Madagascar: Escape 2 Africa (игра) | Madagascar mobile 2 | Madagascar Kartz | The Penguins of Madagascar | Super Star Kartz | The Penguins of Madagascar: Dr. Blowhole Returns — Again! | Madagascar 3: The Video Game | Madagascar: Operation air penguin | Madagascar: Join the Circus | Madagascar Online   | Preschool Surf n' Slide |
| -------------- | ----------------- | ----------------------------- | ----------------- | ---------------------------------- | ------------------- | ---------------- | -------------------------- | ---------------- | --------------------------------------------------------- | ---------------------------- | --------------------------------- | --------------------------- | ------------------- | ----------------------- |
| Алекс          | Да                | Да (non-playble)              | Да                | Да                                 | Да                  | Да               | Да (non-playble)           | Да               | Нет                                                       | Да                           | Да                                | Да (cameo)                  | Да (cameo)          | Да                      |
| Марти          | Да                | Да (non-playble)              | Да                | Да                                 | Да                  | Да               | Да (non-playble)           | Да               | Нет                                                       | Да                           | Да                                | Да (non-playble)            | Да (non-playble)    | Да                      |
| Мелман         | Да                | Да (non-playble)              | Да                | Да                                 | Да                  | Да               | Да (non-playble)           | Да               | Нет                                                       | Да                           | Да                                | Да (non-playble)            | Да (non-playble)    | Да                      |
| Глория         | Да                | Да (non-playble)              | Да (non-playbale) | Да                                 | Да                  | Да               | Да (non-playable)          | Да               | Нет                                                       | Да                           | Да                                | Да (non-playble)            | Да (non-playble)    | Да                      |
| Король Джулиан | Да (non-playble)  | Нет                           | Нет               | Да                                 | Да                  | Да               | Да (non-playble)           | Да (non-playble) | Да (non-playble)                                          | Да                           | Да                                | Да (non-playble)            | Нет                 | Да (only mentioned)     |
| Шкипер         | Да                | Да                            | Да                | Да                                 | Да                  | Да               | Да                         | Да               | Да                                                        | Да (non-playble)             | Да                                | Да                          | Да                  | Да (only mention)       |
| Ковальски      | Да (non-playble)  | Да                            | Да                | Да                                 | Да                  | Да               | Да                         | Нет              | Да                                                        | Да (silent cameo)            | Да                                | Да                          | Да                  | Да (only mentioned)     |
| Рико           | Да (silent cameo) | Да                            | Да                | Да                                 | Да                  | Да               | Да                         | Нет              | Да                                                        | Да (silent cameo)            | Да                                | Да                          | Да                  | Да (only mentioned)     |
| Прапор         | Да                | Да                            | Да                | Да                                 | Да                  | Да               | Да                         | Нет              | Да                                                        | Да (silent cameo)            | Да                                | Да                          | Да                  | Да (only mentioned)     |
| Морис          | Да                | Нет                           | Нет               | Да                                 | Да                  | Нет              | Да (non-playble)           | Да (non-playble) | Да (non-playble)                                          | Да (non-playble)             | Нет                               | Да (non-playble)            | Нет                 | Да (only mentioned)     |
| Морт           | Да                | Да (non-playble)              | Нет               | Да                                 | Да (non-playble)    | Нет              | Да (non-playble)           | Да (non-playble) | Да (non-playble)                                          | Да (non-playble)             | Нет                               | Да (non-playble)            | Да (non-playble)    | Да (only mentioned)     |
| Мейсон         | Да (non-playble)  | Да (non-playble)              | Нет               | Да                                 | Да (non-playble)    | Нет              | Нет                        | Нет              | Да (non-playble)                                          | Да                           | Нет                               | Да (non-playble)            | Да (only mentioned) | Да (only mentioned)     |
| Фил            | Да (non-playble)  | Да (non-playble)              | Нет               | Да (non-playble)                   | Да (non-playble)    | Нет              | Нет                        | Нет              | Да (non-playble)                                          | Да                           | Нет                               | Да (silent cameo)           | Нет)                | Да (only mentioned)     |